# Prémio P.E.N. Clube Português de Novelística
O Prémio P.E.N. Clube Português de Narrativa (ou Novelística) é um prémio literário instituído pelo P.E.N. Clube Português.
O prémio é atribuído anualmente à melhor obra publicada no ano anterior na modalidade de Romance, desde 1981. 
É também designado por Prémio de Ficção ou Prémio de Narrativa.

## Vencedores
- 1981 – Agustina Bessa Luís com O Mosteiro
- 1982 – Eduarda Dionísio com Histórias, Memórias, Imagens e Mitos duma Geração Curiosa; Teolinda Gersão com O silêncio
- 1983 – José Saramago com Memorial do Convento
- 1984 – Vergílio Ferreira com Para sempre
- 1985 – José Saramago com O ano da morte de Ricardo Reis
- 1986 – António Alçada Baptista com Os Nós e os Laços; Mário Ventura com Vida e morte dos Santiagos
- 1987 – David Mourão Ferreira com Um amor feliz
- 1988 – Baptista Bastos com A colina de cristal
- 1989 – Maria Velho da Costa com Missa in albis
- 1990 – Paulo Castilho com Fora de horas; Teolinda Gersão com O Cavalo de Sol
- 1991 – Vergílio Ferreira com Em nome da Terra
- 1992 – Mário Ventura com Évora e dos dias da guerra
- 1993 – Teresa Veiga com História da Bela Fria; Rui Nunes com Osculatriz
- 1994 – Júlio Moreira com A barragem;  Maria Isabel Barreno com Os sensos incomuns
- 1995 – Fernanda Botelho com Dramaticamente vestida de negro
- 1996 – Luís Filipe Castro Mendes com Correspondência secreta; Maria Judite de Carvalho com Seta despedida
- 1997 – Augusto Abelaira com Outrora agora
- 1998 – Teresa Salema com Benamonte; Mário Cláudio com O Pórtico da Glória
- 1999 – Lídia Jorge com O vale da paixão
- 2000 – Pedro Rosa Mendes com Baía dos Tigres; Nuno Júdice com Por todos os séculos
- 2001 – Ascêncio de Freitas com O Canto da Sangardata
- 2002 – Hélia Correia com Lillias Fraser
- 2003 – Mafalda Ivo Cruz com O Rapaz de Botticelli
- 2004 – Mário de Carvalho com Fantasia para dois coronéis e uma piscina
- 2005 – Rui Zink com Dádiva divina; Ana Teresa Pereira com Se nos encontramos de novo
- 2006 – Fiama Hasse Pais Brandão com Contos da imagem; Helder Macedo com Sem nome
- 2007 – Mário Cláudio com Camilo Broca
- 2008 – Jaime Rocha com Anotação do mal
- 2009 - Maria Velho da Costa com Myra
- 2010 – Luísa Costa Gomes com Ilusão ou o que quiserem; Dulce Maria Cardoso com O chão dos pardais
- 2011 – Pedro Rosa Mendes com Peregrinação de Enmanuel Jhesus
- 2012 – Rita Ferro com A menina é filha de quem?
- 2013 – João Bouza da Costa com Travessa d’Abençoada
- 2014 – Ana Luísa Amaral com Ara; Bruno Vieira Amaral com As primeiras coisas
- 2015 – Paulo Varela Gomes com Hotel
- 2016 -  Mário Lúcio Sousa com Biografia do Língua
- 2017 - Ernesto Rodrigues = Ernesto José Rodrigues, escritor e professor universitário, com Uma bondade perfeita